# Sugar Ray
Sugar Ray es una banda de rock alternativo estadounidense que se formó en Newport Beach, California en 1988. Sus integrantes son Mark McGrath (voz), Murphy Karges (bajo), Rodney Sheppard (guitarra y voces), Stan Frazier (batería) y Craig "DJ Homicide" Bullock (Dj).

## Historia

### Primeros años
En la década de los ochenta, Stan y Rodney formaban, junto a Nick Sopkovick una banda de rock llamada The Tories. 
La banda se separó en los principios de 1990 y Stan y Rodney se juntaron con Mark y Murphy. Así nacieron los Shrinky Drinx. Más tarde, cambiaron su nombre y se pusieron Sugar Ray, en honor a Sugar Ray Leonard. Lanzaron su álbum debut Lemonade and Brownies en 1995. En los primeros años, la banda cantaba un rock más duro, pero con el paso de los años, el estilo de música se volvió más tranquilo. Su aspecto físico también varió. Mark, se hizo muchos tatuajes entre 2001-2006, cosa que hasta entonces no tenía ni uno. Rodney pasó del peinado afro al peinado con trenzas, del peinado punk al peinado corto. Murphy, teñido de rojo, pasó a rubio al 1997 y después a un negro oscuro. Stan se quedó calvo y se dejó el pelo sin teñir y DJ Homicide se rapó y se llenó de tatuajes.

### Floored
En diferencia con el primer álbum, Lemonade and Brownies, Floored, el segundo álbum, es mucho más tranquilo pero conservando la línea metalera del anterior. Una de sus novedades más importantes fue la incorporación de DJ Homicide, pues el sonido de la banda cambió. Floored tuvo más éxito que Lemonade and Brownies y permitió a la banda ir de gira por todo el continente americano y Japón.

### 14:59
A partir de este momento, la banda abandona el metal, en favor de un sonido mucho más centrado en el pop-rock (a pesar de ello, el álbum se inicia con un tema de death metal a modo de parodia). De este disco, se desprenden los sencillos 'Every Morning', 'Falls Apart' y 'Someday' que aparece en la bebida Dasani, así como 'Abracadabra' una colaboración que la banda hizo para la banda sonora de la serie Sabrina, la bruja adolescente y que es una versión de un tema de los 80 de Steve Miller Band. Algunas canciones también estuvieron incluidas en las bandas sonoras de algunas películas, como es el caso de la canción 'Glory' para la película American Pie.

### Sugar Ray
En el cuarto disco, homónimo, recurren casi a la misma fórmula, con canciones como 'When It's Over', 'Answer The Phone' y nuevamente una de sus canciones es incluida en la banda sonora de una película, en este caso la canción 'Words To Me' para la película de Scooby-Doo, en la cual hacen una aparición interpretándose a ellos mismos; sin embargo, su difusión en los medios no fue tan fuerte como la de 14:59 por lo que no tuvieron tanto éxito como en trabajos anteriores.

### In The Pursuit of Leisure
En el quinto trabajo discográfico de la banda, experimentan un poco con los sonidos que anteriormente habían utilizado aunque no pierden la esencia en la mayoría de sus canciones como 'Mr. Bartender (It's So Easy)', siendo este el único sencillo con video. De ahí, 'Chasing You Around' solo fue promocionado en algunas radiodifusoras, siendo el último sencillo de promoción del álbum. Otras canciones contaron con participaciones de artistas reconocidos en la música americana, tal y como fue '56 Hope Road' en colaboración con Shaggy (canción cuyo título hace referencia a un famoso museo localizado en Kingston, Jamaica, alusivo a Bob Marley)

### The Best of Sugar Ray
El primer disco de éxitos de la banda, el cual incluyó sus mejores canciones de sus trabajos anteriores así como tres temas inéditos: 'Time After Time' el cual es una versión ochentera de la cantante Cyndi Lauper, 'Shot of Laughter' y 'Psycheledic Bee'.

### Music For Cougars
Tras terminar su contrato con Atlantic, la Banda se tomó un descanso creativo en el que los miembros se dedicaron a proyectos personales aunque musicalmente hicieron una aparición en la banda sonora de la película 'Surf's Up' con una canción inédita llamada 'Into Yesterday'. Mark McGrath, el vocalista, fue el presentador del Programa de espectáculos 'Extra' hasta que, en 2008, la banda decidió reunirse nuevamente para grabar un nuevo álbum, esta vez, bajo el sello discográfico 'Pulse Recording'. Su primer sencillo de promoción es 'Boardwalk', volviendo a las raíces de '14:59'. El disco publicado el 21 de julio de 2009.

## Discografía

### Álbumes de estudio
| Año                                                     | Álbum                                                      | Posiciones en las listas | Posiciones en las listas | Posiciones en las listas | Certificaciones (ventas totales)     |
| Año                                                     | Álbum                                                      | EE. UU.                  | AUS                      | AUT                      | Certificaciones (ventas totales)     |
| ------------------------------------------------------- | ---------------------------------------------------------- | ------------------------ | ------------------------ | ------------------------ | ------------------------------------ |
| 1995                                                    | Lemonade and Brownies - Discográfica: Atlantic Records     | —                        | —                        | —                        |                                      |
| 1997                                                    | Floored - Discográfica: Atlantic Records                   | 12                       | —                        | —                        | - EE. UU.: 2× Platino - CAN: Platino |
| 1999                                                    | 14:59 - Discográfica: Atlantic Records                     | 17                       | 19                       | 24                       | - EE. UU.: 3× Platino                |
| 2001                                                    | Sugar Ray - Discográfica: Atlantic Records                 | 6                        | —                        | 54                       | - EE. UU.: Oro - CAN: Oro            |
| 2003                                                    | In the Pursuit of Leisure - Discográfica: Atlantic Records | 29                       | —                        | —                        |                                      |
| 2009                                                    | Music for Cougars - Discográfica: Pulse Recordings         | 80                       | —                        |                          |                                      |
| 2019                                                    | Little Yachty - Discográfica: Maro, Inc.                   | —                        | —                        |                          |                                      |
| "—" indica que no entró en las listas o no fue lanzado. |                                                            |                          |                          |                          |                                      |

### Recompilaciones
| Año  | Álbum                                                  | US  |
| ---- | ------------------------------------------------------ | --- |
| 2005 | The Best of Sugar Ray - Discográfica: Atlantic Records | 136 |

### Sencillos
| 1995                                   | "Mean Machine"                      | —   | —  | —  | —  | —  | —   | Lemonade and Brownies     |
| 1995                                   | "10 Seconds Down"                   | —   | —  | —  | —  | —  | —   | Lemonade and Brownies     |
| 1996                                   | "Iron Mic"                          | —   | —  | —  | —  | —  | 135 | Lemonade and Brownies     |
| 1997                                   | "Fly"                               | —   | 1  | 1  | 29 | 1  | 58  | Floored                   |
| 1997                                   | "RPM"                               | —   | —  | —  | —  | 35 | —   | Floored                   |
| 1999                                   | "Every Morning"                     | 3   | 1  | 1  | 38 | 1  | 7   | 14:59                     |
| 1999                                   | "Someday"                           | 7   | 3  | 3  | —  | 7  | 90  | 14:59                     |
| 1999                                   | "Falls Apart"                       | 29  | 7  | 16 | —  | 5  | —   | 14:59                     |
| 2000                                   | "Aim for Me"                        | —   | —  | —  | —  | —  | —   | 14:59                     |
| 2001                                   | "When It's Over"                    | 13  | 9  | 2  | —  | —  | 32  | Sugar Ray                 |
| 2001                                   | "Answer the Phone"                  | 112 | 39 | 33 | —  | —  | —   | Sugar Ray                 |
| 2002                                   | "Ours"                              | —   | —  | —  | —  | —  | —   | Sugar Ray                 |
| 2003                                   | "Mr. Bartender (It's So Easy)"      | —   | 38 | 20 | —  | —  | —   | In the Pursuit of Leisure |
| 2003                                   | "Is She Really Going Out with Him?" | —   | 39 | 19 | —  | —  | —   | In the Pursuit of Leisure |
| 2005                                   | "Shot of Laughter"                  | —   | —  | —  | —  | —  | —   | The Best of Sugar Ray     |
| 2007                                   | "Into Yesterday"                    | —   | —  | —  | —  | —  | —   | Surf's Up soundtrack      |
| 2009                                   | "Boardwalk"                         | —   | —  | —  | —  | —  | —   | Music for Cougars         |
| "—" indica que no entró en las listas. |                                     |     |    |    |    |    |     |                           |